# Paterson (Nueva Jersey)

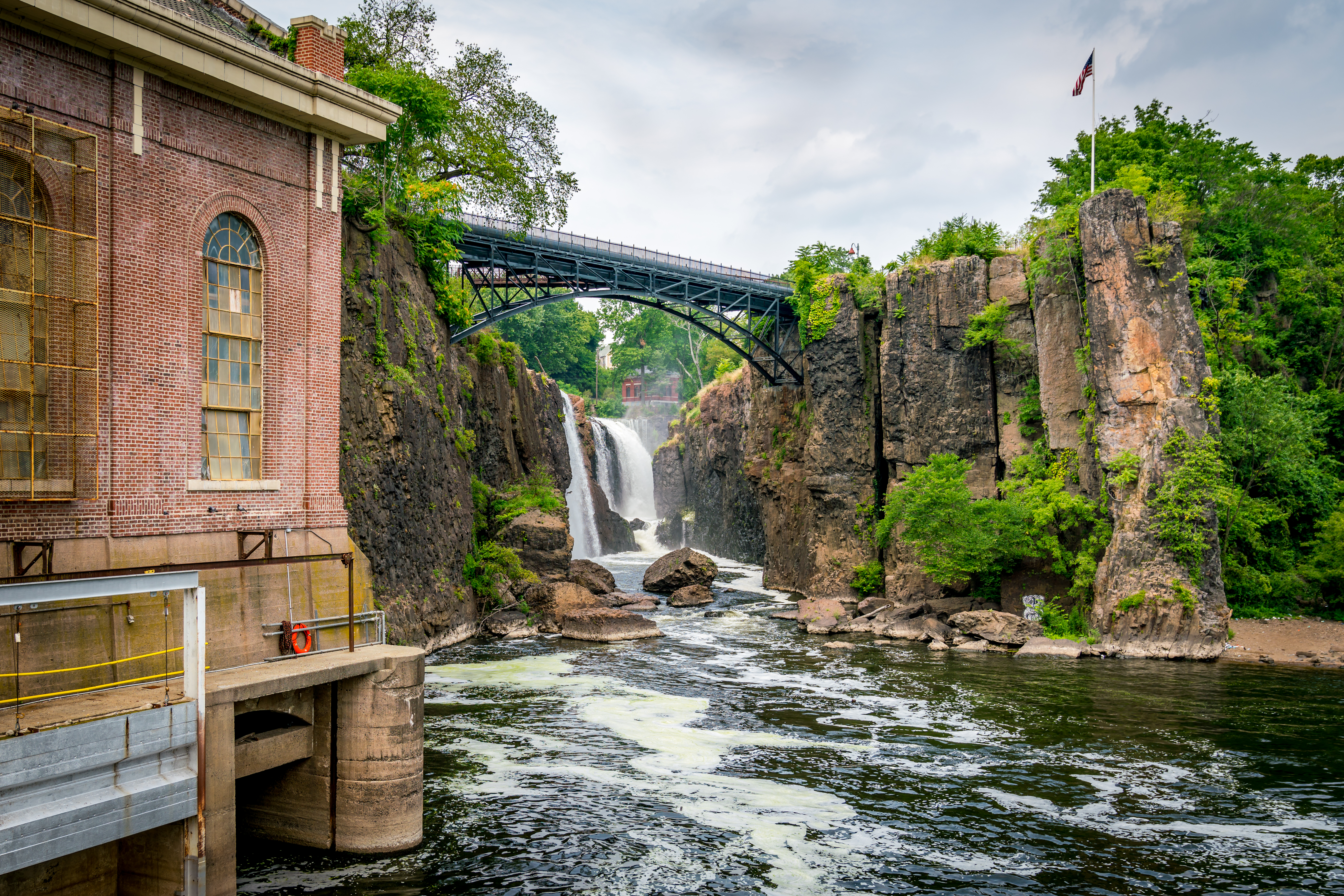
Grandes cataratas del río Passaic en Paterson, fotografiadas en julio de 2016

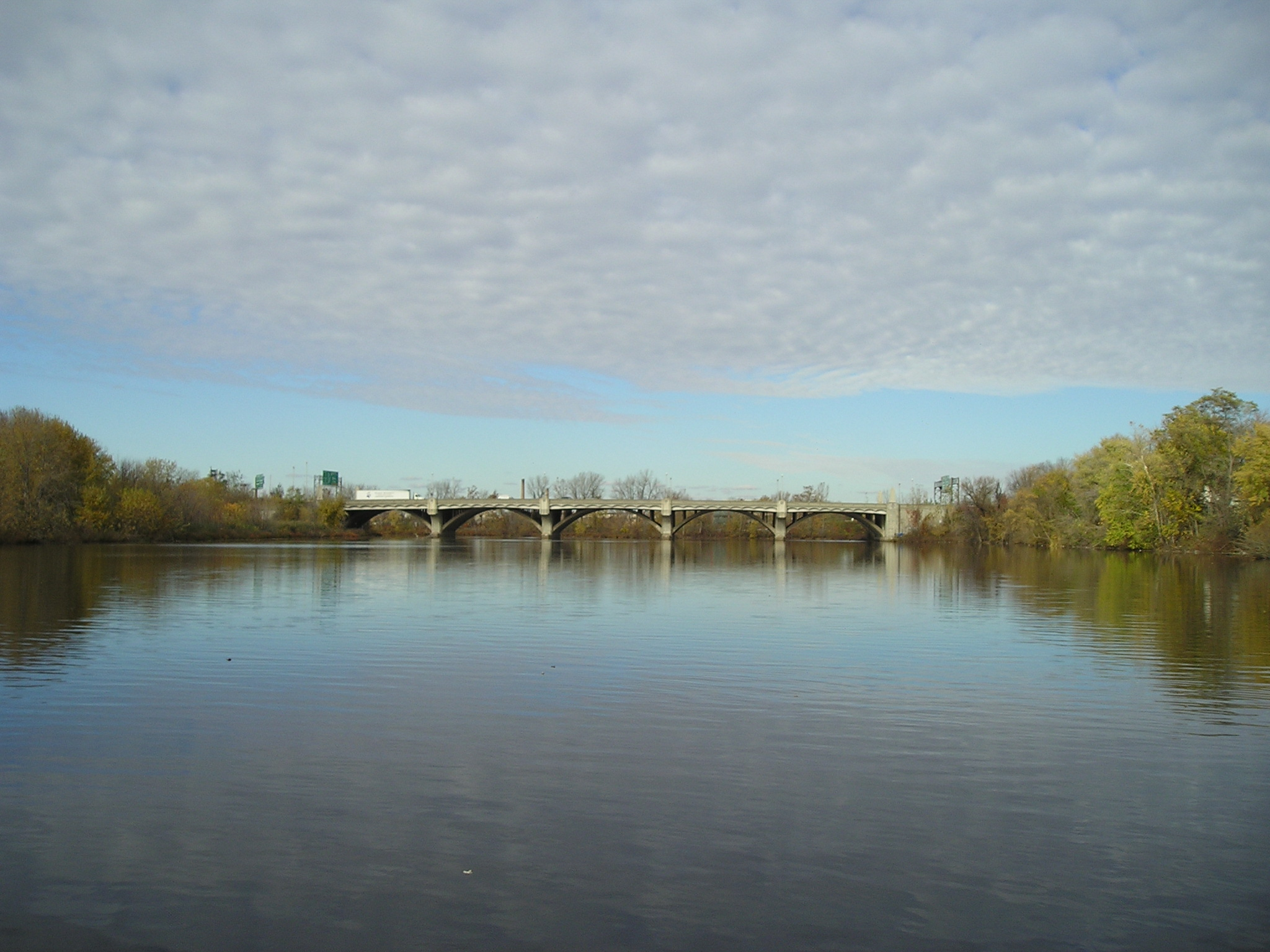
Vista mirando hacia el norte sobre el río Passaic desde la proa de un barco que flota entre Clifton (condado de Passaic) y Elmwood Park (condado de Bergen). El puente de seis carriles de la Ruta 46 de EE. UU. se puede ver al fondo.

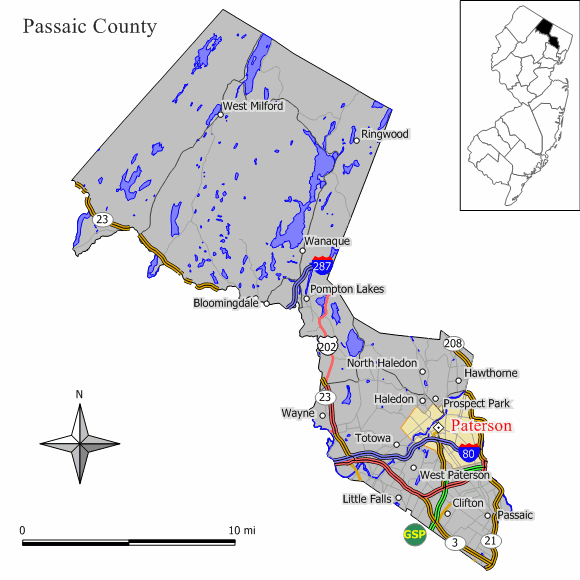
Ubicación de Paterson en el condado de Passaic resaltada en amarillo (izquierda). Mapa insertado: Ubicación del condado de Passaic en Nueva Jersey resaltada en negro (derecha).

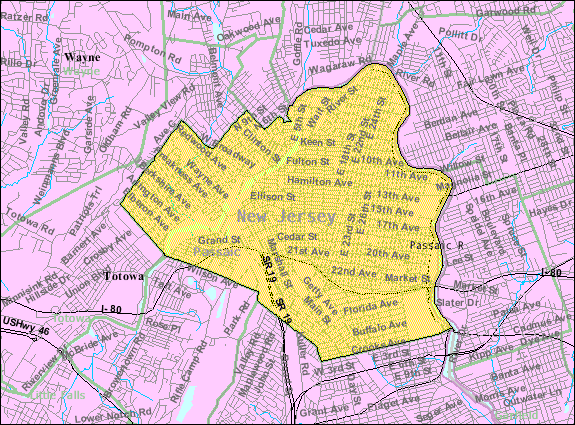
Mapa de la Oficina del Censo de Paterson, Nueva Jersey

Paterson es una ciudad perteneciente al condado de Passaic, en Nueva Jersey, Estados Unidos. Según el Censo del año 2020, la población de la ciudad era de 159.732 habitantes, lo que la convierte en la tercera ciudad más poblada del estado de Nueva Jersey, por detrás de Newark y Jersey City. Es la sede del condado de Passaic. Paterson es conocida como Silk City ("La ciudad de la seda") por su posición dominante en la producción de seda en los finales del siglo XIX.

## Historia

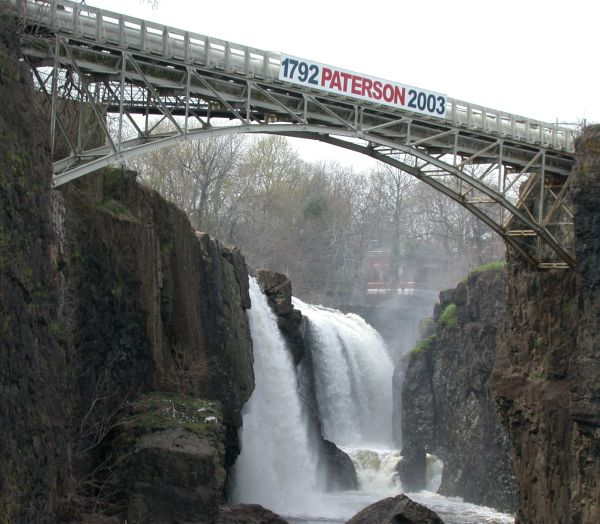
Las Grandes Cataratas del río Passaic.

En 1771, Alexander Hamilton ayudó a crear la Sociedad para el Establecimiento de Empresas Útiles (Society for the Establishment of Useful Manufactures, S.U.M.), que, junto al abastecimiento de energía de las Grandes Cataratas del río Passaic, aseguraba la independencia de los empresarios británicos. La ciudad de Paterson, fundada por dicha sociedad, llegó a ser la cuna de la revolución industrial norteamericana. Su nombre es un homenaje a William Paterson, gobernador de Nueva Jersey, hombre de estado y uno de los firmantes de la Constitución de los Estados Unidos de América.
El arquitecto, ingeniero y planificador de la ciudad, el francés Pierre L'Enfant, que también participó en el desarrollo de la capital, Washington D. C., fue el primer superintendente del proyecto S.U.M. Diseñó un plan para canalizar la energía de las cataratas mediante un túnel y un acueducto. Sin embargo, los directores de la sociedad consideraron que sus planes sobrepasaban el presupuesto, y fue remplazado por Peter Colt, que desarrolló un sistema menos complejo para abastecer de agua a las fábricas en 1794. Finalmente el sistema de Colt dio bastantes problemas, retomándose en 1846 la idea original de L'Enfant.
Paterson era entonces una meca para trabajadores inmigrantes que trabajaban a destajo en sus fábricas. Fue también un lugar de disturbios cuando se promulgó la ley que obligaba a no trabajar a los niños, y por la huelga de seis meses de las fábricas de seda en 1913, en demanda de una jornada de 8 horas, algo que no consiguieron. Más tarde las fábricas se trasladaron al sur, donde no existían los sindicatos, y posteriormente se establecieron en el extranjero.
Durante la Segunda Guerra Mundial la economía se revitalizó gracias a la fabricación de motores de aviones, pero terminada la contienda, la crisis que afectó a todo el país pasó factura también en Paterson. En los años 70 el problema del desempleo era acuciante, situación que no ha mejorado mucho hoy en día.

## Geografía
Paterson está situada en la región de Piedmont, en las estribaciones de los Apalaches. Según la Oficina del Censo de los Estados Unidos el área total de la ciudad es de 22,6 km², de los que 21,9 km² son de tierra y el resto, 0,8 km², es agua.

## Demografía
Según el censo del año 2020, había 159.732 habitantes, y 49.700 hogares, en la ciudad. Con una densidad de población de 7.330,7/km², Paterson es la segunda ciudad más densa de los Estados Unidos entre las mayores de 100.000 habitantes, solo por detrás de la ciudad de Nueva York.
El 23% de los habitantes eran de raza blanca, el 24,7% afroamericanos, el 0,2% nativos americanos, y el resto, de otras etnias. El porcentaje de hispanos era del 62,5%, la mayor parte procedentes de Perú, Colombia, República Dominicana, y Puerto Rico.

## Policía
En marzo de 2023, el departamento de la policía local fue tomado por el Fiscal General del Estado de Nueva Jersey, por razones de corrupción, descuidado, irresponsabilidad, y otras calidades negativas asociados con su tratamiento de los residentes de la ciudad; el Comandante Mayor de la Policía Estatal, Frederick Fife, tomó cargo del departamento por término interino, cuando fue anunciado que jefe de la Policía de Nueva York, Isa Abbassi, tomará cargo del departamento por término más largo desde mayo del mismo año, con otros jefes policiales estatales supervisando las operaciones locales al largo plazo.
Ese verano, el departamento lanzó su "estrategia del verano" por combatir crimen; sus resultados después de esa temporada del año fueron considerados gran éxito, comparado con los años anteriores, por qué el crimen violento, en particular, bajó, con una bajada total de 41,2% en esa temporada del año, bajando por taza de 8,8% comparado con el verano del 2022 (2022: 1.412; 2023: 1.287).

## Gobierno
Los miembros del Consejo local son su Shahin Khalique (segundo "ward"; 2024), presidente del consejo Alex Mendez (tercero; 2024), Alaa "Al" Abdelaziz (sexto; 2024), Ruby N. Cotton (cuarto; 2024), Michael Jackson (primero; 2024), vicepresidente del consejo Luis Velez (quinto; 2024), Maritza Davila ("at-large" - es decir, representando la ciudad entera; 2026), Dra. Lilisa Mimms ("at-large"; 2026), y MD Forid Uddin ("at-large"; 2026); las elecciones por los asientos en los "wards" coinciden con las elecciones presidenciales, y los de "at-large" coinciden con las elecciones para el Congreso.
El Condado de Passaic es gobernado por siete miembros del Comisionado del Condado, quienes son electos por términos de tres años, con dos o tres asientos elegidos en cada elección. Por 2025, los Comisionados del Condado de Passaic son el director, Pasquale Lepore (2025, Woodland Park), la directora diputada, Cassandra Lazzara (D, 2027, Little Falls), John Bartlett (D, 2027, Wayne), Terry Duffy (D, 2025, West Milford), Orlando Cruz (D, 2026, Paterson), Rodney DeVore (D, 2027, Paterson), y Bruce James (D, 2026, Clifton).

## Educación
Las Escuelas Públicas de Paterson gestiona escuelas públicas.